# Gryfów Śląski (gmina)
Gryfów Śląski – gmina miejsko-wiejska w województwie dolnośląskim, w powiecie lwóweckim. W latach 1975–1998 gmina położona była w województwie jeleniogórskim.
Siedziba gminy to Gryfów Śląski.
Według danych z 30 czerwca 2004 gminę zamieszkiwało 10 416 osób. Natomiast według danych z 30 czerwca 2020 roku gminę zamieszkiwały 9623 osoby.

## Struktura powierzchni
Według danych z roku 2002 gmina Gryfów Śląski ma obszar 66,61 km², w tym:
- użytki rolne: 62%
- użytki leśne: 24%

Gmina stanowi 9,38% powierzchni powiatu.

## Demografia

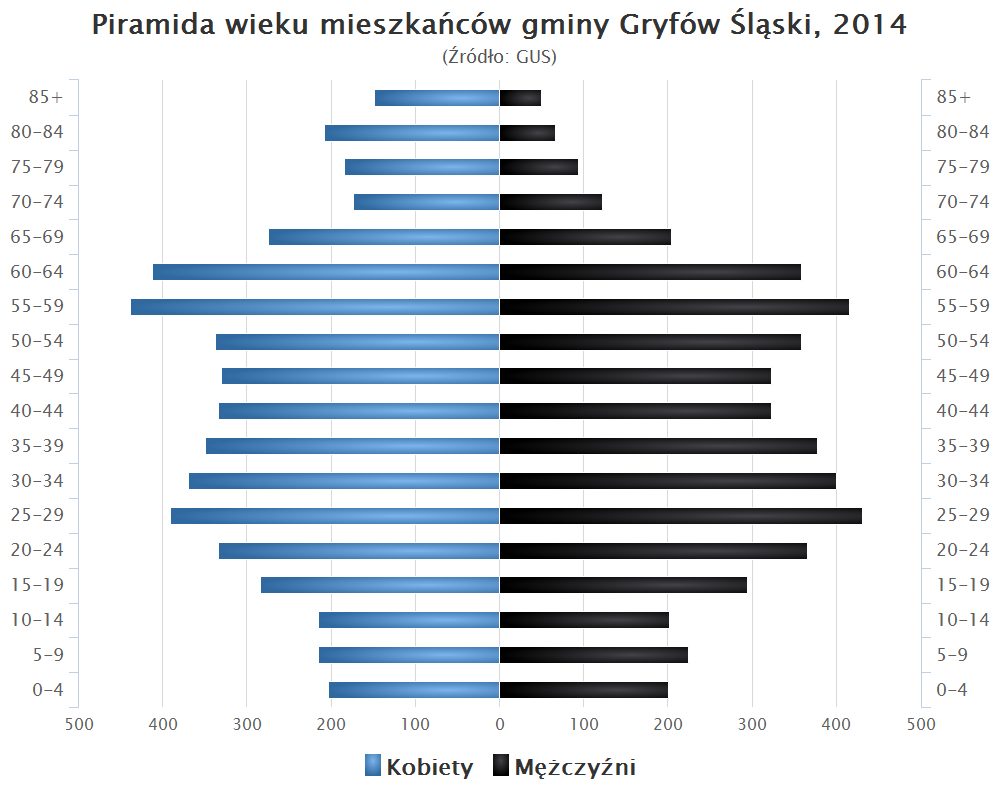
Piramida wieku mieszkańców gminy Gryfów Śląski w 2014 roku

Dane z 30 czerwca 2004:
| Opis                              | Ogółem | Ogółem | Kobiety | Kobiety | Mężczyźni | Mężczyźni |
| --------------------------------- | ------ | ------ | ------- | ------- | --------- | --------- |
| jednostka                         | osób   | %      | osób    | %       | osób      | %         |
| populacja                         | 10 416 | 100    | 5380    | 51,7    | 5036      | 48,3      |
| gęstość zaludnienia (mieszk./km²) | 156,4  | 156,4  | 80,8    | 80,8    | 75,6      | 75,6      |

## Sołectwa
Krzewie Wielkie, Młyńsko, Proszówka, Rząsiny, Ubocze, Wieża, Wolbromów.

## Sąsiednie gminy
Leśna, Lubań, Lubomierz, Lwówek Śląski, Mirsk, Nowogrodziec, Olszyna